# Жесус, Каролина Мария ди
Каролина Мария ди Жесус (порт. Carolina Maria de Jesus, 14 марта 1914, Сакраменту — 13 февраля 1977, Сан-Паулу) — бразильская писательница, автор знаменитого дневника «Каморка под слом».

## Биография
Незаконный ребёнок, удочерена беднейшей семьёй крестьян-испольщиков. Благодаря филантропической помощи землевладелицы проучилась два года в начальной школе, что в те годы было крайней редкостью среди афробразильцев, тем более — девочек. В 1937 перебралась в Сан-Паулу, работала служанкой, но была уволена хозяевами, когда забеременела. Много лет прожила, нищенствуя с тремя детьми в одной из фавел и зарабатывая немного денег сдачей макулатуры и другого мусора.
Её обнаружил и поддержал репортёр Аудалиу Данташ, собиравший для газеты материал о жизни в фавелах. С его помощью Каролина Мария закончила свой дневник 1955—1960 гг., который был напечатан в 1960 под названием «Каморка под слом. Дневник женщины, которая хотела есть».
10 тысяч экземпляров книги были распроданы за три дня, это был успех, которого не знало издательское дело Бразилии. На следующий год вышел испанский перевод книги, в дальнейшем переведённой ещё на множество языков, включая японский, и получившей широкий отклик.
Позже Каролина Мария опубликовала ещё несколько книг, они тоже были переведены на ряд языков, но уже не имели прежнего признания. Тем не менее, писательница сумела выбиться из бедности, однако, с детства отличаясь независимым нравом, не стала завоёвывать положение в обществе.

## Произведения
- Quarto de Despejo (1960; исп. пер. 1961, англ. пер. 1962, ит. пер. 1962, пол. пер. 1963, нем. пер. 1965, тур. пер. 1968, фр. пер. 1982, перс. пер. 1985, пер. на маратхи 2003, все многократно переизданы; также существует украинский перевод: Кароліна Марія де Жезус. Фавела. Щоденник // Всесвіт, 1964, № 12. — С. 6-75.)
- Casa de Alvenaria: diário de uma exfavelada (1961)
- Casa de ladrillos: apendice diario de viaje (Argentina-Uruguay-Chile) (1962)
- Pedaços de Fome (1963)
- Provérbios (1963)
- Diário de Bitita (1982, посмертно)
- The unedited diaries of Carolina Maria de Jesus/ Robert M. Levine and José Carlos Sebe Bom Meihy, eds. New Brunswick: Rutgers UP, 1999

## Наследие и признание
Швейцарский композитор Клаус Хубер использовал текст «Каморки под слом» в своей оратории «Erniedrigt — geknechtet — verlassen — verachtet» (1975—1982).